# Ruta Nacional 5 (Argentina)
La Ruta Nacional 5 «Ingeniero Pedro Petriz» (Decreto № 251, 31/07/1977) es una carretera argentina, que une las provincias de  Buenos Aires y La Pampa.
Se extiende entre el km 62 de la Ruta Nacional 7 (Argentina) y el km 607 en Santa Rosa, con un recorrido de 545 km, totalmente asfaltados.
El tramo entre los km 62 y 68 es parte de la Autopista Acceso Oeste, desde el km 68 hasta el 96 continúa como Autopista Luján - Mercedes. Se prevé continuar la autopista hasta la ciudad de Bragado en la intersección con la Ruta Provincial 46; con variantes en las ciudades de Suipacha, Chivilcoy y Alberti; colectoras; distribuidores a distinto nivel y dos carriles por sentido.

## Historia
El 3 de septiembre de 1935 la Dirección Nacional de Vialidad difundió su primer esquema de numeración de rutas nacionales. En este esquema la Ruta 5 comenzaba en Zárate (denominado General Uriburu entre 1932 y 1946) en dirección sudoeste hasta Santa Rosa.
En el año 1943 se produjeron varias modificaciones en el recorrido de varias rutas nacionales, así se cambiaron los extremos de la Ruta 5: desde Luján hasta el paraje El Durazno, ubicado en la intersección con la antigua Ruta Nacional 148 (actual Ruta Provincial 105) a 92 km al oeste de Santa Rosa.
El Decreto Nacional 1595 del año 1979 prescribió que el tramo al oeste de la ciudad de Santa Rosa se cediera a la Provincia de La Pampa. Actualmente este tramo pertenece a la Ruta Provincial 14.

## Ciudades
Las ciudades y pueblos por los que pasa esta ruta de noreste a sudoeste son los siguientes (los pueblos entre 500 y 5000 hab. figuran en itálica).

### Provincia de Buenos Aires
Recorrido: 460 km (km 62 a 522)

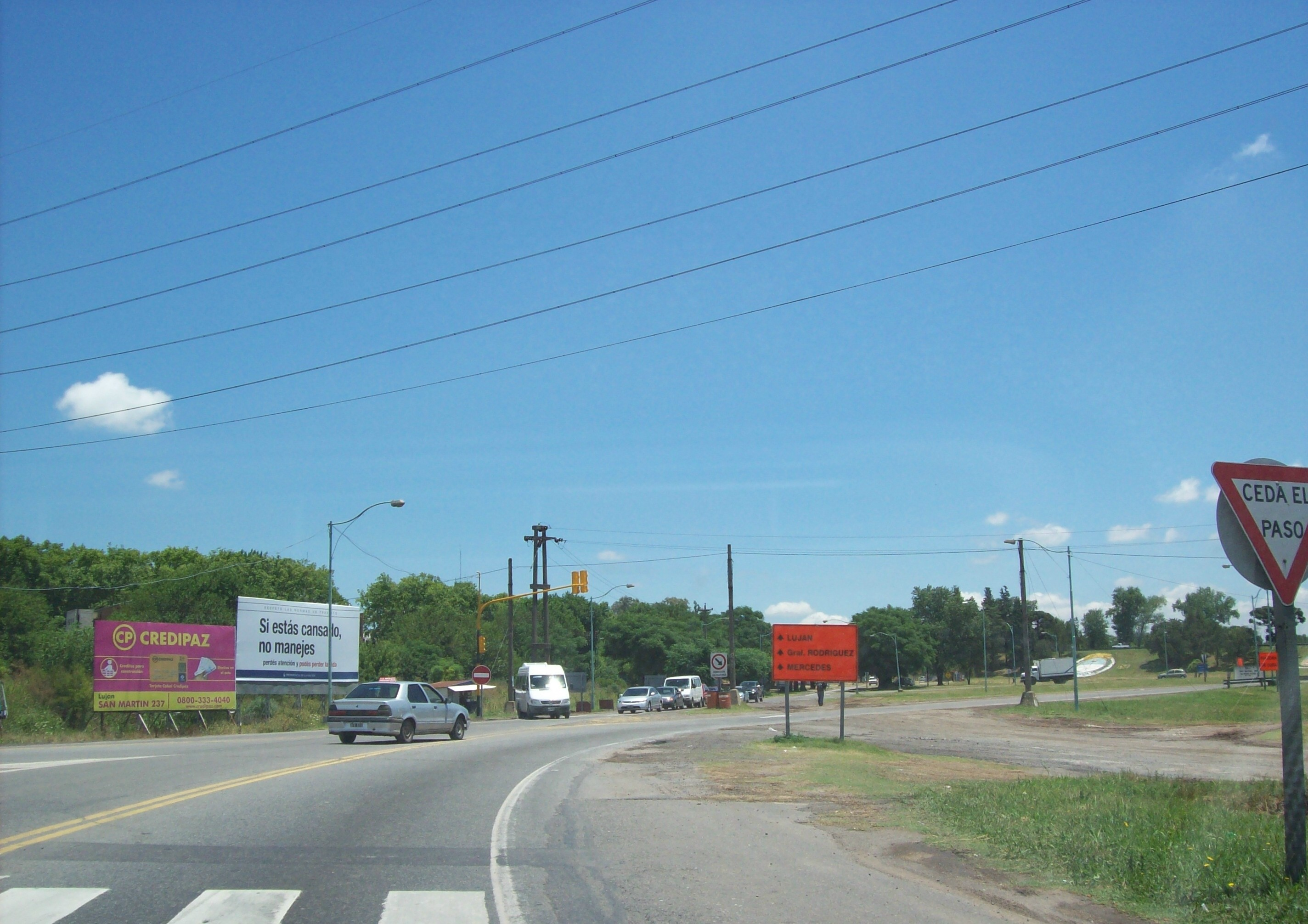
Intersección RN 5 y RP 7 en Luján.

- Partido de Luján (km 62-84): Luján (km 62-70), Jáuregui (km 73) y Olivera (km 81).
- Partido de Mercedes (km 84-114): Gowland (km 91) y Mercedes (km 97).
- Partido de Suipacha (km 114-138): Suipacha (km 126).
- Partido de Chivilcoy (km 138-177): Gorostiaga (km 150) y Chivilcoy (km 159).
- Partido de Alberti (km 177-201): Alberti (km 189) y Mechita (km 201-202).
- Partido de Bragado (km 201-237): Mechita (km 201-202), Bragado (km 210) y Comodoro Py (km 230).
- Partido de Nueve de Julio (km 237-299): Patricios (km 250), Nueve de Julio (km 264) y French (km 276).
- Partido de Carlos Casares (km 299-331): Carlos Casares (km 313).
- Partido de Pehuajó (km 331-415): Pehuajó (km 364), Francisco Madero (km 384) y Juan José Paso (km 404).
- Partido de Trenque Lauquen (km 415-481): Beruti (km 421) y Trenque Lauquen (km 445)
- Partido de Pellegrini (km 481-522): Pellegrini (km 496).

### Provincia de La Pampa
Recorrido: 85 km (km 522 a 607)
- Departamento Catriló (km 522-575): Catriló (km 526), Lonquimay (km 544) y Uriburu (km 567).
- Departamento Capital (km 575-607): Anguil (km 581) y Santa Rosa (km 607).

## Gestión
En 1990 se concesionaron con cobro de peaje las rutas más transitadas del país, dividiéndose éstas en Corredores Viales. En 1993 se concesionó la Red de Accesos a Buenos Aires.
De esta manera, en 1990 la empresa Nuevas Rutas se hizo cargo del Corredor Vial número 17, que incluye la Ruta 5 entre los km 66 y 606, desde Luján (Buenos Aires) hasta Santa Rosa (La Pampa), instalando peajes en Olivera (km 86), Nueve de Julio (km 244) y Trenque Lauquen (km 428).
En 1993 se licitó la obra de construcción del denominado Tramo IV del Acceso Oeste a la ciudad de Buenos Aires, entre la Ruta Nacional 7 y la Ruta Provincial 47, en una extensión de 6 km. La empresa Grupo Concesionario del Oeste se hizo cargo en julio de 1994. Desde agosto del año 2008 se encuentra habilitada la doble calzada en una extensión de 2,3 km entre la RN7 y la RP7.
En 2003 se vencían los contratos de concesión de los Corredores Viales, por lo que se modificó la numeración de los corredores viales y se llamó a nueva licitación, siendo el ganador del Corredor Vial número 2 la empresa Autovía Oeste. Dicho corredor se extiende en esta ruta en el tramo comprendido entre el km 65 y el 606. A partir del año 2010 se hizo cargo de este camino la unión transitoria de empresas Corredor de Integración Pampeana al oeste de Carlos Casares.

## Recorrido
A continuación se muestra en forma esquemática, el recorrido de esta carretera:
|  | RMq | RMItu1a | RMq |

|  |  | RM |

|  | STRq | RMIabua | STRq |

| lDAMPF |  | SKRZ-Gu |  |

|  | STRq | RMIdu | STRq |

|  | WASSERq | RMoW2 | WASSERq |

|  |  | RM |

|  | WASSERq | RMoW2 | WASSERq |

|  | STRq | RMIdu |  |

|  | WASSERq | RMoW2 | WASSERq |

|  |  | RM |

|  | STRq | RMIdu |  |

|  |  | RM |

|  |  | GRENZE |

|  | WASSERq | RMoW2 | WASSERq |

|  |  | RM |

|  | STRq | RMIdu | STRq |

|  |  | RM |

|  |  | SKRZ-Go |

|  | RMq | RMIcu | RMq |

|  | STRq | MWEXITl |  |

|  |  | STR |

|  | STRq | KRZ | STRq |

|  |  | STR |

|  | WASSERq | WBRÜCKE1 | WASSERq |

|  |  | STR |

|  | WASSERq | WBRÜCKE1 | WASSERq |

|  |  | STR |

|  | WASSERq | WBRÜCKE1 | WASSERq |

|  | STRq | KRZ | STRq |

|  |  | STR |

|  | WASSERq | WBRÜCKE1 | WASSERq |

|  |  | STR |

|  |  | SKRZ-GBUE |

|  |  | STR |

|  | STRq | KRZ | STRq |

|  | STRq | TEEeq |  |

|  | WASSERq | WBRÜCKE1 | WASSERq |

| FLUG |  | TEEaq | STRq |

|  | WASSERq | WBRÜCKE1 | WASSERq |

|  | STRq | RMIbo | STRq |

|  | WASSERq | WBRÜCKE1 | WASSERq |

|  | WASSERq | WBRÜCKE1 | WASSERq |

|  | STRq | TEEeq |  |

|  | WASSERq | WBRÜCKE1 | WASSERq |

|  | STRq | TEEeq |  |

|  | WASSERq | WBRÜCKE1 | WASSERq |

|  | STRq | RMIbo | STRq |

|  | STRq | TEEeq |  |

|  |  | STR |

|  |  | GRENZE |

|  |  | STR |

|  | STRq | TEEeq |  |

|  |  | TEEaq | STRq |

|  | STRq | RMIbo | STRq |

|  | STRq | TEEeq |  |

|  |  | STR |

|  | STRq | TEEeq |  |

|  | STRq | TEEeq |  |

|  |  | TEEaq | STRq |

|  | STRq | TEEeq |  |

|  |  | STR |

|  | STRq | TEEeq |  |

| FLUG |  | TEEaq | STRq |

|  | STRq | TEEeq |  |

|  | STRq | RMIdu | STRq |

|  |  | SKRZ-GBUE |

|  |  | STR |

|  | STRq | TEEeq |  |

|  |  | GRENZE |

|  |  | STR |

| FLUG |  | TEEaq | STRq |

|  | STRq | TEEeq |  |

|  | STRq | TBHF | STRq |

|  |  | STR |

| FLUG | STRq | KRZ | STRq |

|  | STRq | TEEeq |  |

|  |  | STR |

|  |  | TEEaq | STRq |

|  |  | STR |

|  | GRZq | STR+GRZq | GRZq |

|  |  | STR |

|  | STRq | TEEeq |  |

| lDAMPF |  | SKRZ-GBUE |  |

|  | STRq | TEEeq |  |

|  |  | STR |

|  | STRq | TEEeq |  |

|  |  | TEEaq | STRq |

|  |  | STR |

|  | STRq | KRZ | STRq |

|  |  | STR |

|  | STRq | TEEeq |  |

|  | STRq | TEEeq |  |

|  |  | STR |

| FLUG |  | TEEaq | STRq |

|  | STRq | KRZ | STRq |

|  |  | STR |

## Cabinas de peaje y servicios
Referencias:,
- km 86: Cabina de peaje (Olivera)
- km 107: Estación de servicio YPF (Mercedes)
- km 126: Estación de servicio YPF (Suipacha)
- km 126: Estación de servicio Oil (Suipacha)
- km 157: Estación de servicio Shell (Chivilcoy)
- km 159: Estación de servicio Petrobras (Chivilcoy)
- km 159: Estación de servicio ACA (Chivilcoy)
- km 159: Estación de servicio YPF (Chivilcoy)
- km 189: Estación de servicio YPF (Alberti)
- km 210: Estación de servicio Shell (Bragado)
- km 244: Cabina de peaje (Nueve de Julio)
- km 244: Área de descanso El Fogón (Nueve de Julio)
- km 264: Estación de servicio ACA (Nueve de Julio)
- km 312: Estación de servicio Shell (Carlos Casares)
- km 365: Estación de servicio Shell (Pehuajó)
- km 383: Estación de servicio YPF (Francisco Madero)
- km 429: Cabina de peaje (Trenque Lauquen)
- km 430: Área de descanso
- km 446: Estación de servicio YPF Petrolauquen (Trenque Lauquen)
- km 451: Estación de servicio ACA (Trenque Lauquen)
- km 477: Área de descanso
- km 495: Área de descanso
- km 496: Estación de servicio YPF (Pellegrini)
- km 606: Estación de servicio YPF (Santa Rosa)

## Obras en Luján
La obra del empalme entre la Autopista Acceso Oeste y la Autopista Luján - Mercedes fue anunciada en el año 2005 se vio paralizada por la negativa de la UNLu, que no permitía el paso de dicha autopista por su predio. Llegado a un acuerdo, la universidad permitió que se construyan los 1000m correspondientes a ese tramo pero a trinchera, con el propósito de eludir los ruidos de los vehículos. En 2020 comenzaron las obras adyacentes finalizadas en 2022.
En noviembre de ese mismo año se inauguró el primer tramo de 5 km entre Jáuregui y la Ruta Provincial 47.

## Autopista hasta Carlos Casares
La empresa de construcción Homaq tiene un proyecto de iniciativa privada presentado en el Organismo de Control de las Concesiones Viales (OCCOVI) que consiste en la construcción, el mantenimiento, la administración y la explotación en concesión de un tramo de la actual ruta 5, entre Luján y Carlos Casares. Los trabajos involucrados se ejecutarán en un plazo de concesión de 30 años, divididos en etapas, y en nueve secciones.
En el primer tramo comprendido entre la intersección con la ruta provincial 47 en Luján y la Ruta Provincial 41, en Mercedes, y de 30 kilómetros aproximadamente, Homaq propone hacerse cargo del mantenimiento de las calzadas de la autopista actualmente en construcción con fondos nacionales.
Además, el proyecto contempla la intervención, desde el kilómetro 98 en Mercedes (Buenos Aires), hasta el kilómetro 316,60, en Carlos Casares. Incluye, entre otras obras, la variante Chivilcoy (by-pass) de 7 kilómetros de longitud.

### Obras previstas
- Mantenimiento de la Autopista Luján - Mercedes (30 km)
- Construcción de la Autovía entre Mercedes (Buenos Aires) y Bragado (110 km)
- Construcción de Banquinas Pavimentadas Bragado – Carlos Casares  (100 km)
- El monto total estimado para este trabajo es de 1000 millones de pesos